# 爱日堂
爱日堂俗称新厅上（念作“新厅廊”），位于江苏省苏州市吴中区金庭镇缥缈村西蔡，由蔡光渭建于清乾隆三十年（1765年）。1986年3月25日列为吴县文物保护单位。现大厅已毁，仅存西花园，包括晚香书屋等建筑。堂名取自《法言孝至》中的“孝子爱日”，意在追念祖先、珍惜光阴。